# Poodytes rufescens
Poodytes rufescens é uma espécie extinta de ave passeriforme endêmica das ilhas Chatham.